# Frances Champagne
Frances A. Champagne est une psychologue et professeure connue pour ses travaux de recherches dans les domaines des neurosciences moléculaires, du comportement maternel et de l'épigénétique. Son principal intérêt de recherche porte sur la manière dont la génétique et les facteurs environnementaux interagissent pour réguler le comportement maternel, et la manière dont les variations naturelles de ce comportement peuvent façonner le développement de la progéniture par des modifications épigénétiques de l'l'expression des gènes, dans une région spécifique du cerveau. Elle a remporté le NIH Director's New Innovator Award en 2007.

## Biographie
Champagne a reçu son baccalauréat universitaire avec spécialisation en psychologie à l'université Queen's, au Canada. Elle a étudié à l'université McGill, où elle a obtenu sa maîtrise en psychiatrie, puis son doctorat en neurosciences. Champagne a fait ses recherches postdoctorales à l'université de Cambridge, en Angleterre, où elle a étudié le comportement des animaux. Elle a été professeure assistante de psychologie à l'université Columbia, à New York, jusqu'à devenir professeure agrégée. Champagne est actuellement professeure adjointe en psychologie, et vice-président de l'université de Columbia.

## Recherche
Les recherches de Champagne ont porté sur l'analyse de la neurobiologie du cerveau des parents, notamment les mécanismes neuronaux qui sous-tendent les différences individuelles dans le comportement maternel, et les effets de l'environnement sur ces circuits neuronaux. Un autre domaine de recherche est les effets épigénétiques du comportement maternel et la manière dont la variation épigénétique émerge en réponse aux interactions mère-nourrisson, au cours du développement. Elle fait également des recherches sur la programmation prénatale du développement de la progéniture et l'impact de l'exposition prénatale au stress, aux toxines, ou la variation nutritionnelle placentaire et l'expression des gènes relatifs au cerveau de la progéniture. L'interaction paternel-maternel, et le développement de la progéniture est un autre axe de recherche de Champagne, ainsi que l'impact éventuel des pères sur les mères et les enfants et les mécanismes épigénétiques par lesquels cette interaction se produit. En outre, elle s'intéresse aux moyens d'atténuer les effets négatifs des expériences prénatales et postnatales sur le développement, en recherchant les mécanismes épigénétiques qui permettent à l'enfant de surmonter ou d'être capable de résister à de telles premières expériences de vie.
Champagne a étudié les mécanismes épigénétiques par l'intermédiaire de la variation individuelle dans la reproduction et le comportement social, qui peut être induite par la variation des premières expériences de la vie (prénatales et postnatales). Elle a exploré l'interaction entre les mères et les pères dans le développement de la progéniture et transgénérationnel des effets des premières expériences de la vie.